# Daniel Wills
Pour les articles homonymes, voir Wills.
Daniel Wills est un surfer australien, né le 30 septembre 1975 à Byron Bay, dans l'état australien de la Nouvelle-Galles du Sud.
Il a commencé sa carrière médiatique en apparaissant dans la vidéo All down the line en 1990, aux côtés de Tom Carroll, à l'âge de 12 ans.
Deux victoires sur le circuit majeur en 1998 :
- Marui pro (Japon)
- Tohuma pro (Japon)

Classé no 3 mondial en 1998, il a été leader du circuit pendant environ 6 mois avant de s'effondrer sur les trois dernières épreuves (avec notamment une défaite contre Mikaël Picon lors du pro Landes 98).
- 3 victoires sur le circuit qualificatif (raglan /newquay/anglet)